# Endless endeavor
Endless endeavor  is een studioalbum van het gelegenheidsduo Uni Sphere, gevormd door Eric van der Heijden en René Splinter. Het album is gemasterd in de Dreamscape geluidsstudio van Ron Boots, tevens baas van Groove Unlimited. Uni Sphere bracht hun muziek ten gehore tijdens het E-Liveconcert van oktober 2015. Een tweede concert vond plaats in 2016 tijdens het Awakeningsfestival (festival voor elektronische muziek) in het Verenigd Koninkrijk, samen met Ron Boots. Motto van de muziek: "We humans are at our best, when things are getting worse".
De muziek werd op een aantal fora gewijd aan elektronische muziek vergeleken met de Berlijnse schoolmuziek van Tangerine Dream en dan met name hun periode met Johannes Schmoelling.

## Musici
- Eric van der Heijden, René Splinter – synthesizers, elektronica

## Muziek
| Nr. | Titel                                                                                         | Duur  |
| --- | --------------------------------------------------------------------------------------------- | ----- |
| 1.  | Pivoting pathways                                                                             | 6:30  |
| 2.  | Radiant realm                                                                                 | 6:28  |
| 3.  | Vulnerable values                                                                             | 5:43  |
| 4.  | Jocular jive                                                                                  | 5:51  |
| 5.  | Comprising colors                                                                             | 5:09  |
| 6.  | Endless endeavour (I.Affirmative affection, II.Mending memories, III. Contemplating calmness) | 15:18 |
| 7.  | Liberating loyalty                                                                            | 4:22  |
| 8.  | Eloquent exposure (Colorful fields of summer)                                                 | 5:45  |
| 9.  | Obviously orbiting                                                                            | 7:01  |
| 10. | Contemplating calmness                                                                        | 8:44  |